# Patricia Jackson
Patricia Jackson (* 17. März 1958) ist eine ehemalige US-amerikanische Sprinterin, die sich auf den 400-Meter-Lauf spezialisiert hatte.
1979 gewann sie bei den Panamerikanischen Spielen in San Juan Bronze über 400 m und siegte in der 4-mal-400-Meter-Staffel. Beim Leichtathletik-Weltcup in Montreal wurde sie Siebte im Einzelbewerb und Dritte mit der US-Stafette.
1979 wurde sie US-Meisterin über 400 m.
Ihre persönliche Bestzeit von 51,11 s stellte sie am 10. Juni 1978 in Westwood auf.